# Battenhofen

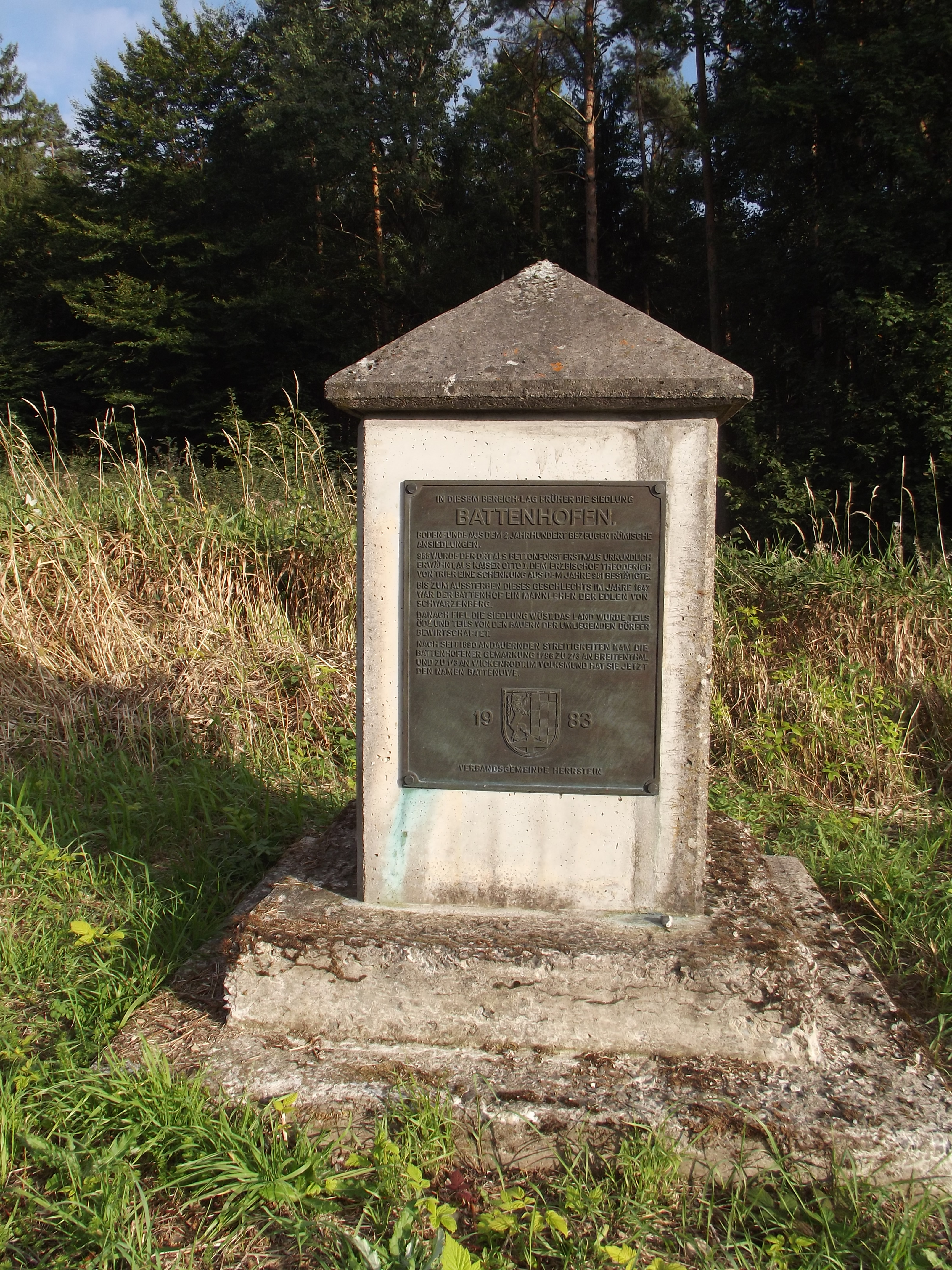
Gedenkstein

Battenhofen war ein Dorf im südlichen Hunsrück auf der Höhe zwischen dem Fischbachtal und dem Hahnenbachtal.
Im Bereich der Siedlung Battenhofen bezeugen Bodenfunde aus dem 2. Jahrhundert römische Ansiedlungen. 966 wurde der Ort als Bettonforst erstmals urkundlich erwähnt, als Kaiser Otto I. dem Erzbischof Dietrich von Trier eine Schenkung aus dem Jahre 961 bestätigte. Bis zum Aussterben dieses Geschlechts im Jahre 1642 war der Battenhof ein Mannlehen der Edlen von Schwarzenberg. Danach fiel die Siedlung wüst. Das Land wurde teils öde und teils von den Bauern der umliegenden Dörfer bewirtschaftet. Dies führte ab 1690 zu dauernden Streitigkeiten, so dass die Battenhofener Gemarkung 1796 zu zwei Dritteln an den Ort Breitenthal und zu einem Drittel an den Ort Wickenrodt aufgeteilt wurde.
Die Lage des ehemaligen Ortes ist durch einen Gedenkstein der Verbandsgemeinde Herrstein von 1983 markiert.
Koordinaten: 49° 48′ 32,6″ N, 7° 21′ 2,3″ O